# Beate-Uhse.TV
Beate-Uhse.TV ist ein privater Fernsehsender in Deutschland. Er wird von der tmc Content Group GmbH mit Sitz in Berlin betrieben. Der Medienrat der Medienanstalt Berlin-Brandenburg (mabb) hat im Jahre 2000 die Sendelizenz erteilt. Das Erotik-Programm besteht aus Lizenzprogramm (Spielfilme und Serien) und Eigenproduktionen (Magazine, Reportagen und Dokumentationen). Zu empfangen ist Beate-Uhse.TV in Deutschland und Österreich digital als Pay-TV via Sky Deutschland. Zielgruppe sind Erwachsene zwischen 25 und 55 Jahren. Obwohl ursprünglich für überwiegend männliche Zuschauer konzeptioniert, spricht der Sender längst auch verstärkt Paare und Frauen an. Der Senderclaim lautet: Beate-Uhse.TV - Schärfer Fernsehen.
Sämtliche Inhalte werden von der Freiwilligen Selbstkontrolle Fernsehen (FSF) und/oder FSK geprüft sowie vom Jugendschutzbeauftragten der Sender freigegeben.
Dank der Jugendschutz-Vorsperre von Sky können diese Filme beim Sender bereits ab 20:15 Uhr ausgestrahlt werden. Das Programm ist durch die Eingabe eines vierstelligen Jugendschutz-PIN-Codes zu entschlüsseln. Beate-Uhse.TV sendet täglich von 20:15 Uhr bis 5:45 Uhr.
Zum 1. März 2005 überarbeitete Beate-Uhse.TV die eigene Corporate Identity. Am 23. Oktober 2014 gab der Betreiber von Beate Uhse TV, die tmc Content Group GmbH, bekannt, dass man einen Relaunch von Beate Uhse TV durchgeführt habe und in diesem Zusammenhang auch ab sofort unter einem neuen Logo sendet.
Seit 1. Oktober 2018 sendet Beate Uhse TV in HD über Astra 19,2 Grad Ost, Frequenz 12.070 H, SR 27500, FEC 9/10, DVB-S2 – QPSK. Zusätzlich wurde erneut das On-Air-Design erneuert.

## Senderlogos

1. März 2001 bis 28. Februar 2005
1. März 2005 bis 22. Oktober 2014
23. Oktober 2014 bis 30. September 2018
Seit 1. Oktober 2018
Logo des HD-Ablegers

## Weblink
- Eigene Webpräsenz